# Kopanina (Skarbka)
Kopanina – dawny przysiółek wsi Skarbka w Polsce, położony w województwie świętokrzyskim, w powiecie ostrowieckim, w gminie Bałtów.
Wchodzi w skład sołectwa Skarbka.
W latach 1975–1998 przysiółek administracyjnie należał do województwa kieleckiego.
Nazwę zniesiono z 2023 r.
Wierni Kościoła rzymskokatolickiego należą do parafii Matki Bożej Bolesnej w Bałtowie.